# Stefan Ziller

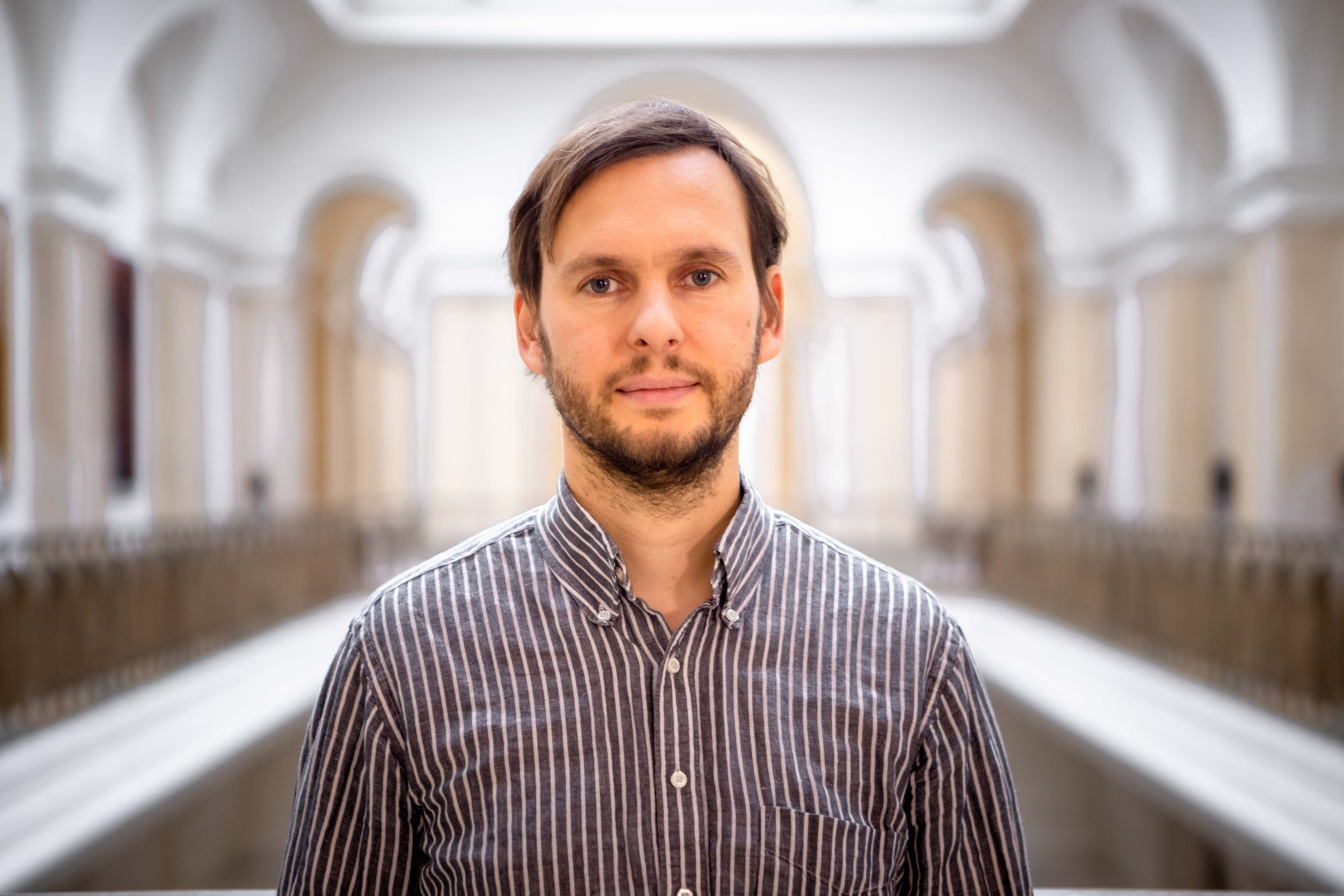
Stefan Ziller (2021)

Stefan Ziller (* 23. Mai 1981 in Berlin) ist ein deutscher Politiker (Bündnis 90/Die Grünen). Er war von 2006 bis 2011 Abgeordneter im Berliner Abgeordnetenhaus und ist es erneut seit Mai 2016. 

## Leben
Stefan Ziller wuchs in Biesdorf auf. Im Jahr 2000 legte er sein Abitur ab und absolvierte im Anschluss den Zivildienst. Ab 2001 studierte er an der Humboldt-Universität zu Berlin und der Universität Potsdam Informatik. Das Studium schloss er 2011 mit dem Diplom ab.

## Politik
Stefan Ziller trat 2000 den Grünen und der Grünen Jugend Berlin bei. Im Jahr 2005 war er Sprecher des Berliner Landesverbandes der Grünen Jugend. Am 20. November 2006 rückte Ziller für die am 17. November 2006 aus dem Abgeordnetenhaus ausgeschiedene Abgeordnete Sibyll-Anka Klotz in das Berliner Abgeordnetenhaus nach. Seine thematische Zuständigkeit lag beim Naturschutz. Des Weiteren beschäftigte er sich mit sozialer Grundsicherung insbesondere dem bedingungslosen Grundeinkommen sowie mit Bildungs- und Friedenspolitik. Er war Mitglied im Petitionsausschuss, im Ausschuss für Stadtentwicklung und Verkehr und im Ausschuss für Verwaltungsreform, Kommunikations- und Informationstechnik. Ziller verpasste den Wiedereinzug ins Abgeordnetenhaus bei der Landtagswahl am 18. September 2011, nachdem er von seiner Partei auf den weniger aussichtsreichen Listenplatz 32 gewählt wurde. 
Stefan Ziller war außerdem von 2012 bis 2014 Mitglied im Parteirat der Berliner Grünen. Bei der Bundestagswahl 2013 kandidierte er – wie schon in den Jahren 2005 und 2009 – auf Platz 6 der Landesliste der Berliner Grünen. Während er bei der Aufstellungsversammlung im Februar 2013 bei der Wahl um Platz 4 noch Andreas Otto unterlag, gewann er die Abstimmung um Platz 6 knapp im 4. Wahlgang mit 288 zu 287 Stimmen. Der Einzug in den Deutschen Bundestag gelang ihm jedoch nicht.
Seit dem 12. Mai 2016, als er für den ausgeschiedenen Oliver Schruoffeneger nachrückte, ist Ziller wieder Mitglied des Berliner Abgeordnetenhauses. Bei der Abgeordnetenhauswahl 2016 wurde er im September 2016 über die Landesliste seiner Partei wiedergewählt. In der aktuellen 18. Wahlperiode des Abgeordnetenhauses ist er stellvertretender Fraktionsvorsitzender der Grünen und deren Sprecher für Digitales, für Armutsbekämpfung, für Verwaltungsmodernisierung und für Haushalt.
Bei der Abgeordnetenhauswahl 2021 zog er über Platz 8 erneut ins Abgeordnetenhaus ein. Auch bei der Wiederholungswahl 2023 konnte er seinen Sitz im Abgeordnetenhaus verteidigen.
Ziller wird zum linken Flügel der Partei gezählt und arbeitete für mehrere Abgeordnete die ebenfalls dem linken Flügel zugezählt werden u. a. Arfst Wagner und Hiltrud Breyer.